# 科斯莱达-吕布-博阿斯特
科斯雷达吕布博阿（法語：Coslédaà-Lube-Boast）是法国比利牛斯-大西洋省的一个市镇，位于该省东北部，属于波城区（Arrondissement de Pau）。该市镇总面积13.92平方公里，2009年时的人口为362人。

## 人口
科斯雷达吕布博阿人口变化图示